# Jan de Bont (kanselier)
Jan de Bont of Jan Bont was (1382 – Brussel, 1 februari 1454) was een rechtsgeleerde en kanunnik afkomstig uit het Hertogdom Brabant en was tussen 1427/1430 en 1445 Kanselier van het Hertogdom Brabant.

## Biografie
De familie waar Jan de Bont toe behoorde zou afkomstig zijn uit de streek van 's-Hertogenbosch. Ook historicus Robert Stein noemt dat De Bont is geboren in het noorden van het Hertogdom Brabant. Hij was een neef van Willem de Bont die hertogelijk secretaris was. Vanwege deze positie van zijn oom verkreeg hij al op jonge leeftijd geschenken. Op twintigjarige leeftijd verkreeg hij de prebende van enkele kerken en werd hij door Johanna van Brabant benoemd tot kanunnik aan de Sint-Pieter-en-Sint-Guidokerk in Anderlecht. Hij studeerde aan de Universiteit van Parijs en in 1410 behaalde De Bont zijn licentiaat in de rechten.

### Brabants raadsheer
Na zijn studie in Parijs bleef De Bont aldaar werken voor hertog Anton van Bourgondië om diens zaken te behartigen bij het Parlement van Parijs. Hij bleef indertijd ook verbonden aan de universiteit waar hij rector was van de Faculté des Arts. Twee jaar later verkreeg hij dankzij zijn oom een positie in de hertogelijke administratie. Hij bezocht in datzelfde jaar het Concilie van Konstanz waar De Bont werd ontvangen door Tegenpaus Johannes XXIII. In 1415 reisde hij naar Koblenz om bij Keizer Sigismund te pleiten voor de aanspraak van hertog Anton op het Hertogdom Luxemburg.
Na de dood van hertog Anton zette hij zich in voor diens zoon Jan IV van Brabant om hertog te worden en nam vervolgens ook zitting in de voogdijraad van de nog jonge hertog. Hij speelde ook een belangrijke rol in het huwelijk van Jan IV met Jacoba van Beieren en door de kritiek en beschuldigingen die hierna loskwamen werd De Bont ook veroordeeld en gevangen gezet. Na de machtsgreep van Jan IV in Brabant installeerde hij De Bont in zijn nieuw geformeerde hertogelijke raad waar zijn oom president van werd. Toen hierop de Staten van Brabant in opstand kwamen vertrok De Bont naar het hof van Filips de Goede om raad in te winnen. De bijeengekomen Staten van Brabant verbande de raad van Jan IV op Jan en Willem de Bont na. Jan IV liet hen hierop arresteren en zette hen vast in het Hof op de Koudenberg. Hier zaten zij vijf weken vast voordat Jan IV hen weer vrijliet. De Bonts vestigden zich vervolgens in Cambrai waar Jan de Bont officiaal bij het bisdom werd. Vanuit deze positie werd hij erop uitgestuurd naar Rome om bij de paus te pleiten voor de geldigheid van het huwelijk tussen Jan IV en Jacoba van Beieren. In Rome voegde hij zich ook bij de delegatie die zich sterk maakte voor het oprichten van de Universiteit Leuven.

### Kanselier van Brabant
Met het overlijden van Jan IV in 1427 ontbood zijn broer en opvolger Filips van Saint-Pol Jan de Bont en benoemde hem tot kanselier van het hertogdom Brabant. Na een geschil met Filips van Saint-Pol over de Bourgondische eenmaking van de Nederlanden werd Jan de Bont ontslagen. Hij vertrok hierop naar het Bourgondische hof en verbleef hier enige tijd. In 1430 overleed Filips van Saint-Pol en volgde Filips de Goede hem op als hertog van Brabant. Op 11 april 1431 herstelde de nieuwe hertog De Bont in zijn oude ambt. In de jaren die volgden was Jan de Bont een belangrijk figuur in de Bourgondische centralisatiepolitiek. In 1439 stelde hij zijn hertog ook voor om Jan van Bourgondië te laten benoemen tot bisschop van Luik, wat vervolgens ook plaatsvond in 1441. Op eigen verzoek werd hij in 1445 ontslagen vanwege dat zijn gezichtsvermogen was achteruitgegaan. Hij zou nog tot 1454 op de loonlijst staan als hertogelijk raadslid.